# Copidognathus cumberlandi
Copidognathus cumberlandi är en kvalsterart som beskrevs av Newell 1971. Copidognathus cumberlandi ingår i släktet Copidognathus och familjen Halacaridae. Inga underarter finns listade i Catalogue of Life.